# Хулугу
Хулугу (кит. упр. 狐鹿姑, пиньинь Húlùgū) — шаньюй хунну с 96 года до н. э. по 85 год до н. э.. Сын Цзюйдихоу. Отбил крупнейшие наступление У-ди на хунну.

## Происхождение
Цзюйдихоу имел двоих сыновей: старший (восточный чжуки-князь) и младший (великий восточный предводитель). Цзюйдихоу завещал престол старшему сыну, который стал править под именем Хулугу. Младший брат (его имя неизвестно) был поставлен наследником престола, но вскоре умер, а его сын был отстранён от власти.

## Правление
Первые шесть лет правления (96-90) не было никаких событий, достойных упоминания. Видимо, хунну восстанавливали силы после войны, а у Хань хватало других забот.
В 90 году хунну напали на Ваньгу и Уюань (дважды), они захватили много людей и убили двух военачальников. Ли Гуанли занял Уюань с 70 000 воинов, юйши дафу Цюэчэн выступил из Сихэ с 30 000, чунхэхоу Ман Тун из Цзюцзюаня с 40 000 конницы. Хулугу перебросил ставку на север. И приказал всем князьям отходить на север, но готовиться ударить по китайцам. Циочен зашёл далеко в земли хуннов и решил повернуть. Но его нагнал Ли Лин и нападал на него 9 дней. У реки Пуну Цюэчэн отбил хунну. Ман Тхун столкнулся с 20 000 войском князей Яньцюя и Хучжи, обе стороны не решились вступить в бой, Ман Тун отступил. Опасаясь, что княжество Чэши поможет хунну, Кайлин Хэу осадил его. Основной угрозой был Ли Гуанли. Западный дуюй и Вэй Люй с 5000 должны были остановить его в ущелье Фуянь в горах Цзюшань. Сиюйская конница Ли Гуанли числом 2000 человек, разбила хуннов в этом ущелье. Ли Гуанли преследовал хуннов до городка Фаньфужиньчен. Ли Гуанли узнал, что его супруга и дети были арестованы по доносу, полководец понимал, что если он вернётся сейчас, то его скорее всего казнят, но разбив хунну можно было заслужить пощаду. У реки Чжицзюй его встретили 20 000 хуннов. Ли Гуанли сражался с ними и нанёс урон. Военные советники решили что Ли Гуанли ведёт армию на смерть, желая выслужиться, и лучше его арестовать. Ли Гуанли казнил заговорщиков и решил повернуть в Китай. В горах Яньжаньшань шаньюй с 50 000 хуннов нагнал изнурённое войско Ли Гуанли. Через 2 дня войско Ли Гуанли было уничтожено, а он попал в плен.
Считая Ли Гуанли лучшим китайским полководцем, шаньюй женил его на своей дочери и сделал первым при дворе. Хулугу считал себя победителем. Он отправил послание с требованием свадьбы с принцессой, 600 литров вина, 2,5 миллиона литров риса, 100 000 кусков шёлка. Хань У-ди не ответил на послание.
Вэй Люй считал себя несправедливо обиженным и начал интриговать против Ли Гуанли. Он подкупил шаманов, которые сказали что мать шаньюя болеет из-за того, что Ли Гуанли не принесли в жертву духам воинов как делали хунну раньше. Хулугу приказал заколоть Ли Гуанли. Перед жертвоприношением Ли Гуанли проклял род Шаньюя и предрёк его гибель. Действительно, после казни Ли Гуанли у хуннов случился падёж скота и эпидемия. Хулугу приказал построить храм Ли Гуанли и приносить ему жертвы.
В 87 скончался Хань У-ди. Хулугу пытался договориться о мире и родстве с Хань Чжао-ди, но ничего не добился и в 85 заболел. Встал вопрос о престолонаследии. Единокровный брат Хулугу — Великий восточный дуюй был любим князьями, но супругу Хулугу велела казнить его, чем оттолкнула многих князей. Шаньюй завещал престол Западному Лули-князю. Жена Хулугу и Вэй Цинь утаили завещание и поставили шаньюем сына восточного лули князя, под именем Хуяньди.